# گئورگ ینسن

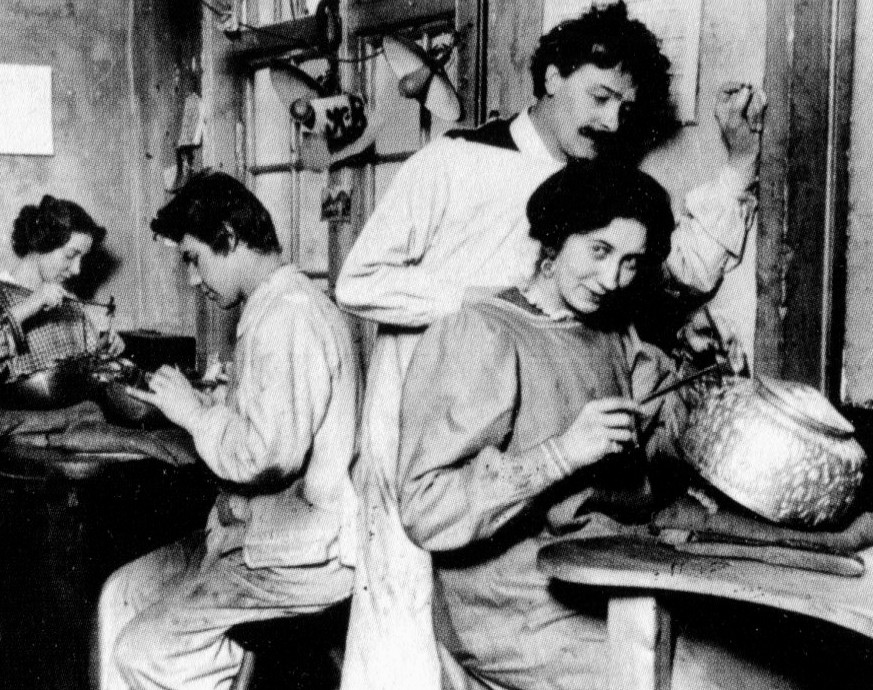
گئورگ ینسن در کارگاه خود در کپنهاگ، ۱۹۰۶ میلادی

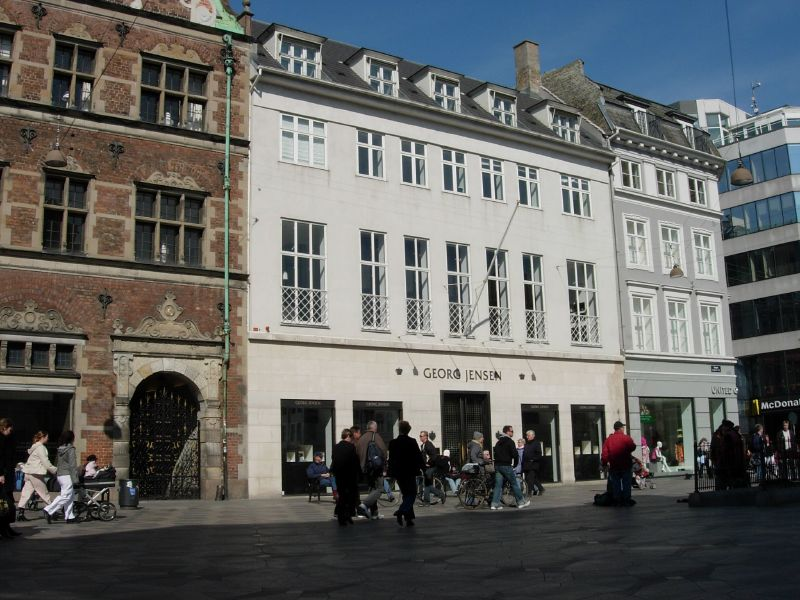
یک فروشگاه گئورگ ینسن در استرویه، کپنهاگ

گئورگ آرتور ینسن (به دانمارکی: Georg Arthur Jensen)؛ (زادهٔ ۳۱ اوت ۱۸۶۶ میلادی – درگذشتهٔ ۲ اکتبر ۱۹۳۵ میلادی) طراح و نقره‌ساز اهل دانمارک و بنیانگذار شرکت گئورگ ینسن (همچنین با نام گئورگ ینسن سولوسمدیه ای/اس شناخته می‌شود).

## اوایل زندگی
ینسن در سال ۱۸۶۶ میلادی متولد شد. ینسن پسر یک چاقوتیزکن در شهر رآدواد، درست در شمال کپنهاگ بود. ینسن آموزش خود را در طلاسازی در سن ۱۴ سالگی در کپنهاگ آغاز کرد. شاگردی او در شرکت طلاسازی اندرسن در سال ۱۸۸۴ میلادی به پایان رسید و این امر باعث شد گئورگ به دنبال علایق هنری خود برود.
در سال ۱۸۸۴ میلادی او یک کارگرماهر شد و در سال ۱۸۸۷ میلادی در آکادمی سلطنتی هنرهای زیبای دانمارک ثبت نام کرد، جایی که او مجسمه‌سازی را نزد تئوبالد استاین آموخت. او در سال ۱۸۹۲ میلادی فارغ‌التحصیل شد و شروع به نمایش آثار خود کرد. پس از فارغ‌التحصیلی، او شروع به مطالعهٔ سرامیک با یواکیم پیترسن (۱۹۴۳–۱۸۷۰ میلادی) کرد.
اگرچه مجسمه‌های سرامیکی او با استقبال خوبی روبرو شد، اما امرار معاش به عنوان یک هنرمند خوب دشوار شد و او مجدداً دست به کار هنرهای کاربردی شد. ابتدا به عنوان یک مدل‌ساز در کارخانهٔ پرسلین بینگ و گروندال و سپس در سال ۱۸۹۸ میلادی با یک کارگاه کوچک سفالگری که با مشارکت کریستین پیترسن تأسیس کرد، آغاز به کار کرد. باز هم کار با استقبال خوبی مواجه شد، اما فروش آنقدر قوی نبود که بتواند ینسن، که اکنون بیوه شده بود، و دو پسر جوانش را حمایت کند.

## حرفه
ینسن اولین قطعه جواهر خود را در سال ۱۸۹۹ میلادی ساخت، یک سگک کمربند نقره‌ای و نقره‌ای و طلایی «آدم و حوا». در سال ۱۹۰۱ میلادی، ینسن سرامیک را رها کرد و دوباره به عنوان یک نقره‌ساز و طراح با استاد موگنس بالین شروع به کار کرد. این باعث شد که ینسن تصمیم مهمی بگیرد، زمانی که در سال ۱۹۰۴ میلادی، سرمایهٔ اندکی را که داشت به خطر انداخت و نقره‌سازی کوچک خود را در شمارهٔ ۳۶ بردگید در کپنهاگ افتتاح کرد.
آموزش ینسن در فلزکاری و تحصیلات او در هنرهای زیبا به او اجازه داد تا این دو رشته را ترکیب کند و سنت هنرمند صنعتگر را احیاء کند. به زودی زیبایی و کیفیت آثار آر نُوو او توجه عموم را به خود جلب کرد و موفقیت او تضمین شد. محله‌های کپنهاگ تا پیش از پایان دههٔ ۱۹۲۰ میلادی بسیار گسترش یافت، ینسن خرده‌فروشی خود را در برلین (۱۹۰۹ میلادی)، لندن (۱۹۲۱ میلادی) و شهر نیویورک (۱۹۲۴ میلادی) افتتاح کرد.
در سال ۱۹۳۰ میلادی، آدا هوستد اندرسن برای ینسن در شهر نیویورک کار می‌کرد و وسایل خانه را میناکاری می‌کرد.

## مجموعه‌های موزه و نمایشگاه‌ها
در طول زندگی‌اش، آثار ینسن توسط موزه‌هایی از جمله موزهٔ هنرهای تزئینی دانمارک و موزهٔ فولک‌وانگ جمع‌آوری شد.
در سال ۲۰۰۵ میلادی، مرکز فارغ التحصیلان بارد در نیویورک نمایشگاهی را با عنوان جواهرات گئورگ ینسن برگزار کرد.

## علامت‌های تجاری گئورگ ینسن
هنگامی که گئورگ ینسن بیست ساله بود، اولین مجسمهٔ خود را با «پدر من» (۱۸۸۷ میلادی) امضاء کرد. در سال ۱۸۹۴ میلادی او از علامت جِی‌جی (GJ) به عنوان طرح برند خود استفاده کرد و از سال ۱۸۹۹ میلادی اغلب از GJ استفاده کرد. در بیشتر موارد، سال طراحی نیز در کنار علامت برند قرار می‌گرفت.

### نشانه‌های برند گئورگ ینسن

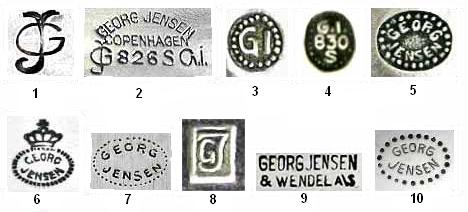
۱. مورد استفاده ۱۹۰۸–۱۹۰۴ میلادی ۲. مورد استفاده ۱۹۱۴–۱۹۰۹ میلادی ۳. مورد استفاده ۱۹۲۵–۱۹۱۰ میلادی ۴. مورد استفاده ۱۹۳۰–۱۹۱۵ میلادی ۵. مورد استفاده ۱۹۲۷–۱۹۱۵ میلادی ۶. مورد استفاده ۱۹۳۲–۱۹۲۵ میلادی ۷. در سالهای ۱۹۳۹–۱۹۳۰ میلادی برای حکاکی استفاده شد ۸. مورد استفاده ۱۹۴۴–۱۹۳۳ میلادی ۹. استفاده از ۱۹۵۱–۱۹۴۵ میلادی برای اقلامی که در کپنهاگ فروخته می‌شد ۱۰. استفاده از ۱۹۴۵ میلادی–اکنون

### نشانه‌های برند از طراحان گئورگ ینسن

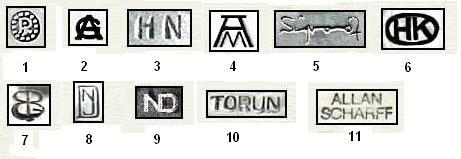
۱. یوهان روهده (۱۹۳۵–۱۸۵۶ میلادی) ۲. گوندورف آلبرتوس (۱۹۷۰–۱۸۸۷ میلادی) ۳. هارالد نیلسن (۱۹۷۷–۱۸۹۲ میلادی) ۴. آرنو مالینوفسکی (۱۹۷۶–۱۸۹۹ میلادی) ۵. سیگوارد برنادوته (۲۰۰۲–۱۹۰۷ میلادی) ۶. هنینگ کوپل (۱۹۸۱–۱۹۱۸ میلادی) ۷. بنت گبریلسن (متولد ۱۹۲۸ میلادی) ۸. نانا و یورگن دیتزل ۹. نانا دیتزل (۲۰۰۵–۱۹۲۳ میلادی) ۱۰. ویویانا تورون بولو-هوب (۲۰۰۴–۱۹۲۷ میلادی) ۱۱. آلن شارف (متولد ۱۹۴۰ میلادی)